# Soltau
Soltau is een stad en gemeente in de Duitse deelstaat Nedersaksen, gelegen in het Landkreis Heidekreis. Soltau heeft 21.292 inwoners. De gemeente is  een staatlich anerkannter Luftkurort.

## Stadsdelen
De gemeente bestaat uit de Kernstadt Soltau, alsmede 16 omliggende dorpen:
- Ahlften (ca. 515 inwoners), ten noorden van Soltau-stad
- Brock (ca. 140 inw.)
- Deimern, incl. Timmerloh en Harmelingen (ca. 185)
- Dittmern, incl. Friedrichseck en Hambostel (ca. 700), ten noordoosten van Soltau-stad
- Harber (ca. 1150), ten oosten van Soltau-stad
- Hötzingen (ca. 300)
- Leitzingen (ca. 60)
- Marbostel (ca. 105)
- Meinern (ca. 285)
- Mittelstendorf (ca. 130)
- Moide (ca. 35)
- Oeningen (ca. 160)
- Tetendorf (ca. 180)
- Wiedingen (ca. 120)
- Woltem (ca. 240)
- Wolterdingen (ca. 1100), ten noorden van Soltau-stad.

Het aantal inwoners is door de Duitse Wikipedia in of voor 2011 ontleend aan de gemeentewebsite. Sedertdien worden de bevolkingscijfers per Ortschaft niet meer bijgehouden (alleen voor de gemeente als geheel).

## Ligging en infrastructuur

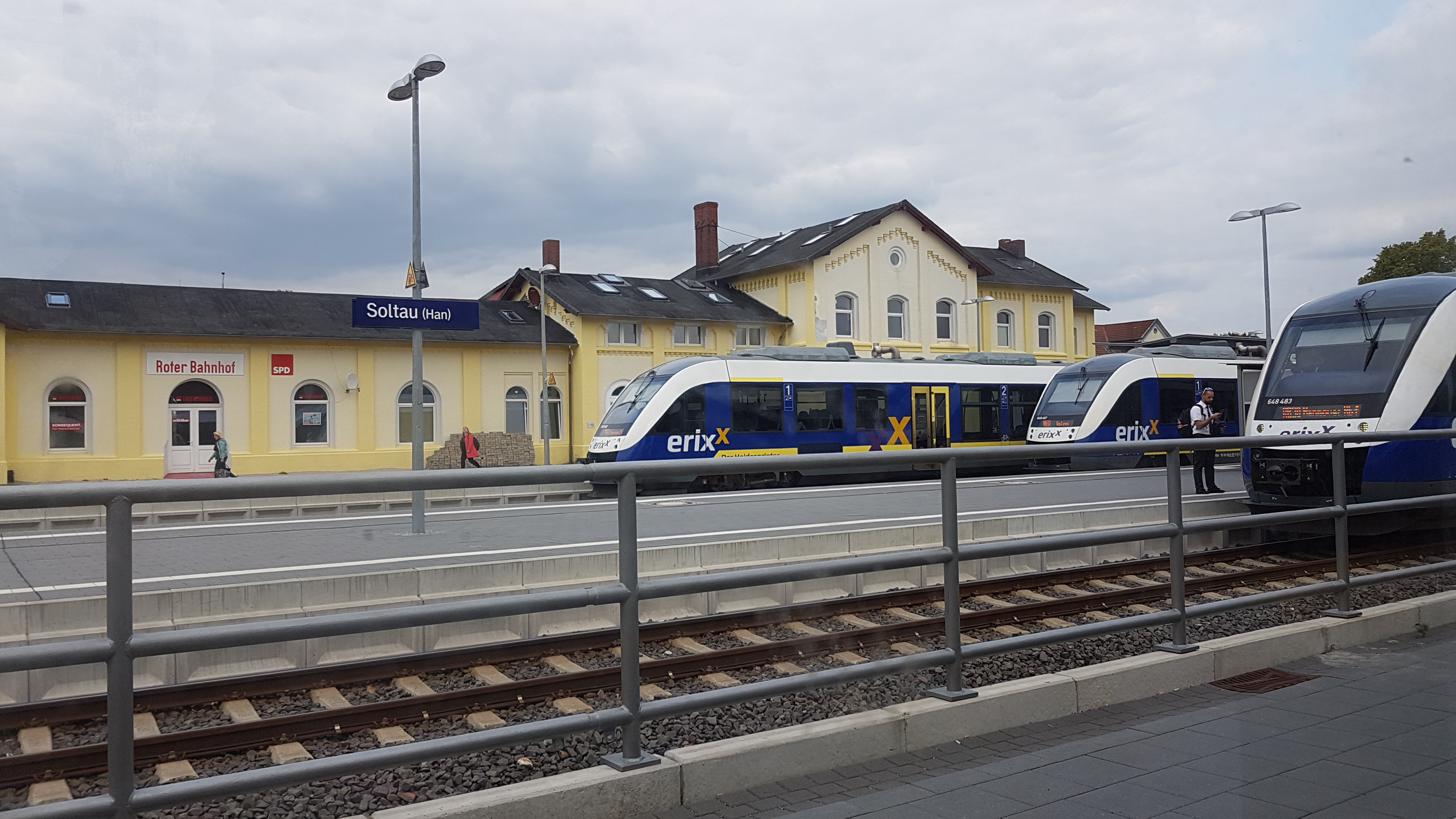
Station

Soltau ligt nabij een knooppunt van wegen en spoorlijnen richting Hamburg, Bremen en Celle. De stad ligt aan het riviertje de Böhme, en aan een eveneens Soltau geheten beekje, dat in de Böhme uitmondt.  
Naburige gemeenten zijn onder andere Bad Fallingbostel, Bispingen en Bomlitz. Hamburg en Hannover liggen beide ca. 65 kilometer van Soltau verwijderd.
Belangrijke verkeerswegen in en om Soltau zijn de Bundesstraße 3, de Bundesstraße 71 en de Bundesstraße 209. Nabij Soltau loopt de Autobahn A7, met de afritten 44 Soltau-Ost (naar de B 71 en de B 209) en 45 Soltau-Süd (naar de B 3).
Het centraal station van de stad draagt de naam Bahnhof Soltau (Han). Zie ook: Spoorlijn Uelzen - Langwedel; Spoorlijn Walsrode - Buchholz. Soltau heeft ook een goederenstation (Bahnhof Soltau (Han) Süd), dat tot 1961 een station aan twee kleine, voor reizigersvervoer intussen gesloten, lokaalspoorlijnen was.

## Geschiedenis

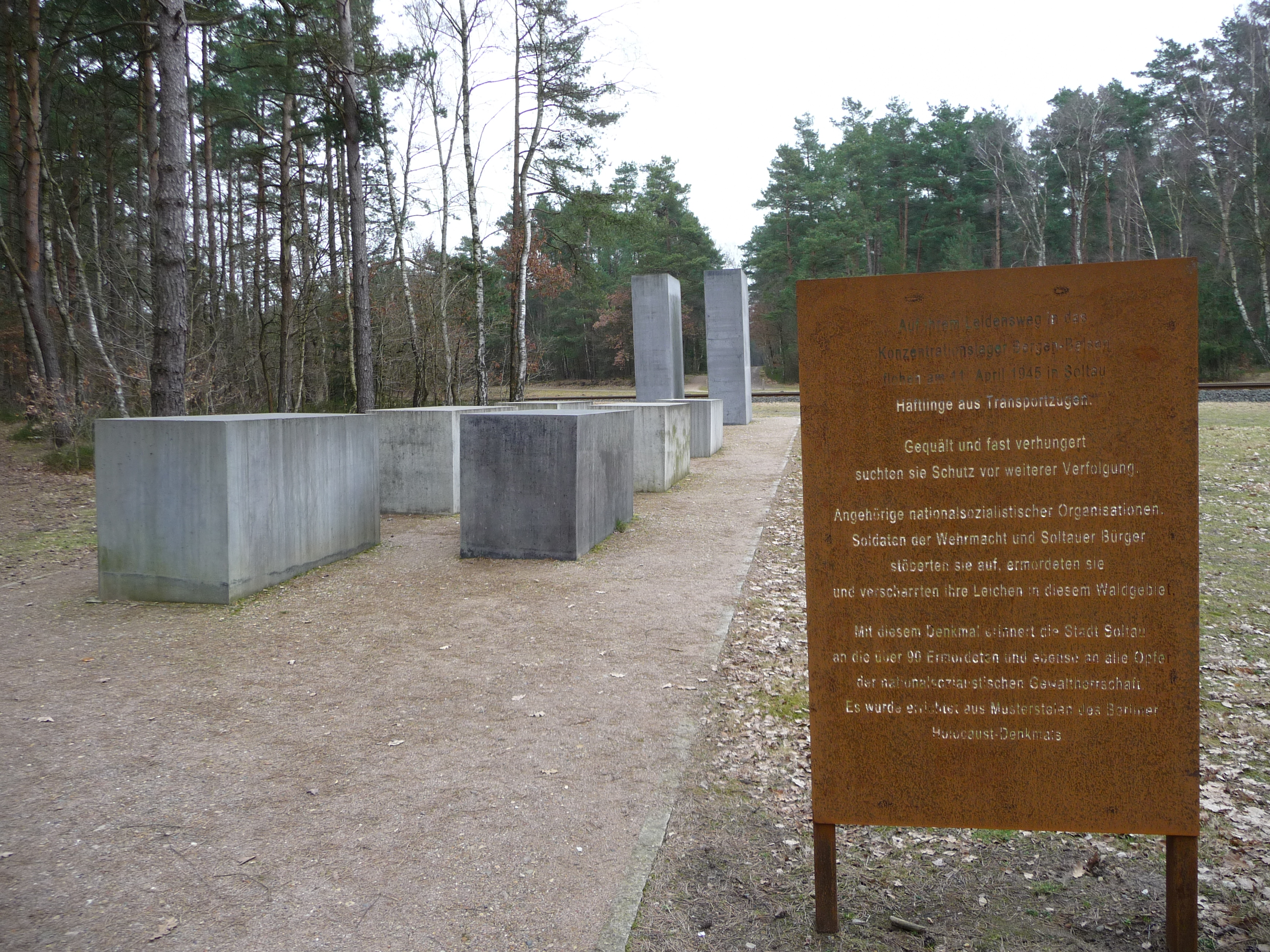
Holocaust-gedenkteken bij Soltau

Op de plek van de huidige gemeente Soltau vestigden zich in de Jonge Steentijd de eerste mensen.
Soltau, waarvan de naam ongeveer: zout-oever (Salz-Au) betekent,  verkreeg in 1388 stadsrechten, maar werd al in 936 als Curtis Salta (hoeve aan de zout-oever)  in oorkonden genoemd.  Eveneens in 1388 werd een hier staand kasteel geslecht; de straatnaam Burg in het centrum herinnert hier nog aan. In 1479 kwam de stad aan het Hertogdom Brunswijk-Lüneburg.
In de geschiedenis werd de stad bekend door de veldslag van 28 juni 1519, in de Hildesheimse Stiftsoorlog, die op de nabijgelegen Soltauer Heide geleverd werd tussen de legers van Johan van Saksen-Lauenburg, prins-bisschop van Hildesheim en de legers van hertog Hendrik VII van Brunswijk-Lüneburg.
Grote rampen voor Soltau waren een stadsbrand in 1567, verwoestingen in de Dertigjarige Oorlog (1618-1648) en een pestepidemie in 1626.
Van belang voor de economische geschiedenis van de stad was de in 1836 opgerichte firma Carl Breiding & Sohn, gedreven door een zekere Carl Breiding, die getrouwd was met een weduwe Röders. Andere leden van het belangrijke handelaars- en fabrikantengeslacht Röders zetten het bedrijf later voort. De onderneming, decennialang het belangrijkste bedrijf van Soltau en omstreken,  produceerde vilten producten en vooral veren voor in matrassen. De firma ging in 2005 failliet. Een gedeelte van de fabrieksgebouwen is sinds 2015 als viltmuseum in gebruik.
Tijdens de Eerste Wereldoorlog werden meer dan tienduizend Belgische en Franse soldaten als krijgsgevangenen vastgehouden in een kamp te Friedrichseck bij Soltau. Dit kamp was het grootste krijgsgevangenenkamp in de Eerste Wereldoorlog van geheel Duitsland.
Na de oorlog werd het kamp afgebroken.
In 1934 werd dicht bij het voormalige kamp Soltau  het Lager (Kamp) Wolterdingen ingericht. Het was een sport- en trainingskamp voor leden van de SA en de SS. Na de Tweede Wereldoorlog was het tot 1960 een geallieerd vluchtelingen-, daklozen- en interneringskamp.
Medio april 1945, enkele dagen voor de val van Soltau, hadden meer dan honderd gevangenen uit concentratiekampen te Soltau uit een trein kunnen ontsnappen. Deze was door een geallieerd bombardement beschadigd. De meesten van hen werden na een beschamende mensenjacht alsnog gepakt en vermoord. In 2007 is voor de slachtoffers van de naziterreur een monument opgericht. 
Op 17 april viel de stad na verbitterde strijd, waarbij Soltau zware materiële schade opliep, in handen van de geallieerde troepen.  Tot 1993 waren Britse militairen in NAVO-verband in kazernes te Soltau gelegerd.
In 1974 werden in het kader van een gemeentelijke herindeling zestien omliggende kleine plattelandsgemeenten bij de stad Soltau gevoegd (zie boven).

## Economie
De stad is van oudsher een regionaal centrum van industrie, logistiek en handel. Er bevonden zich in het verleden in Soltau tingieterijen en textiel, met name vilt verwerkende bedrijven. De grote industrieën hebben in de periode 1980-2015 plaats gemaakt voor talrijke kleinere bedrijven. Vooral in de metaalsector is de industriële en ambachtelijke productie, ook door Röders-bedrijven, te Soltau nog van betekenis; zo worden er o.a. allerlei machine-onderdelen en halfproducten voor andere metaal verwerkende industrieën gemaakt.
Van nog groter belang dan de industrie is het toerisme. Soltau zelf bezit enkele musea en andere veel bezochte attracties, en ligt bij de toeristisch aantrekkelijke Lüneburger Heide.
Soltau is ook voor de dienstensector van groter belang dan het aantal inwoners (ca. 22.000) zou suggereren. De stad heeft een Amtsgericht en is zetel van enige overheidsdiensten, zowel van de deelstaat Nedersaksen als van Duits nationaal niveau. 
Opvallend is, dat Soltau een eigen dagblad heeft, de Böhme-Zeitung, met een oplage in 2021 van ruim 9000 kranten.

## Bezienswaardigheden, toerisme e.d.

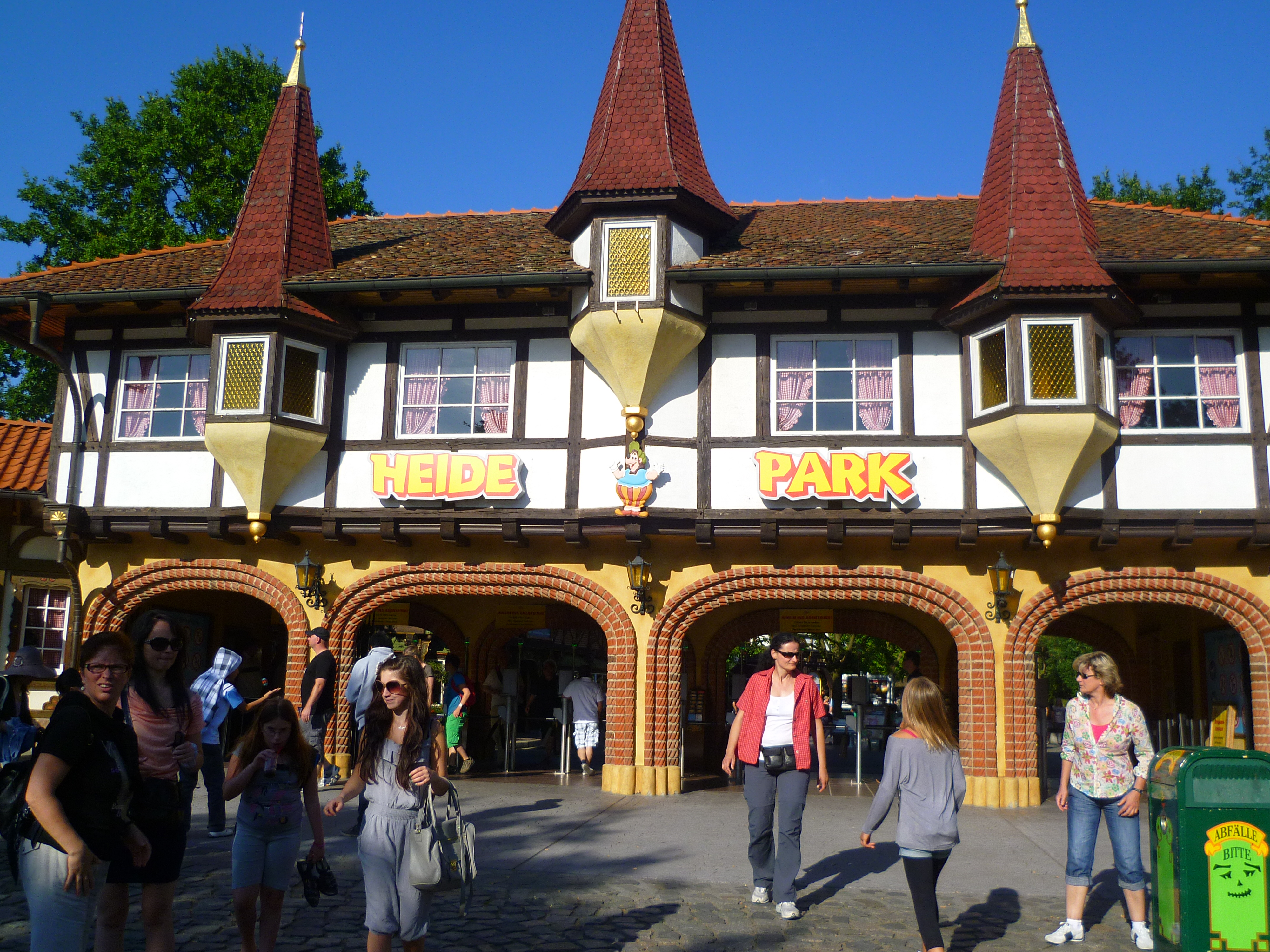
Ingang pretpark Heide-Park
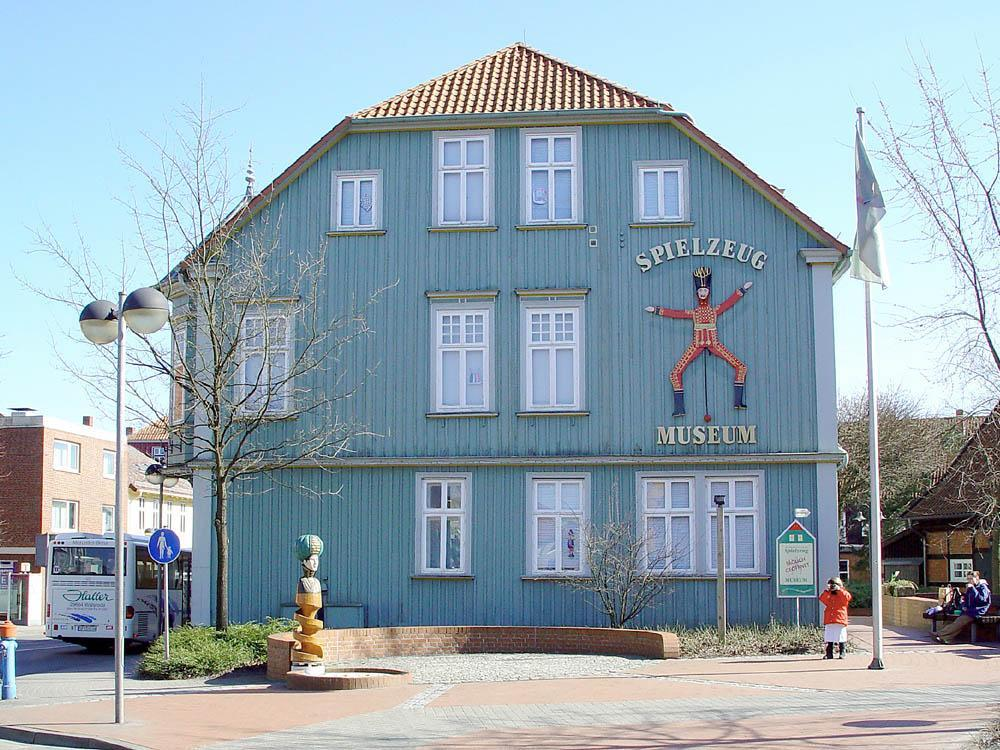
Het Noord-Duits speelgoedmuseum
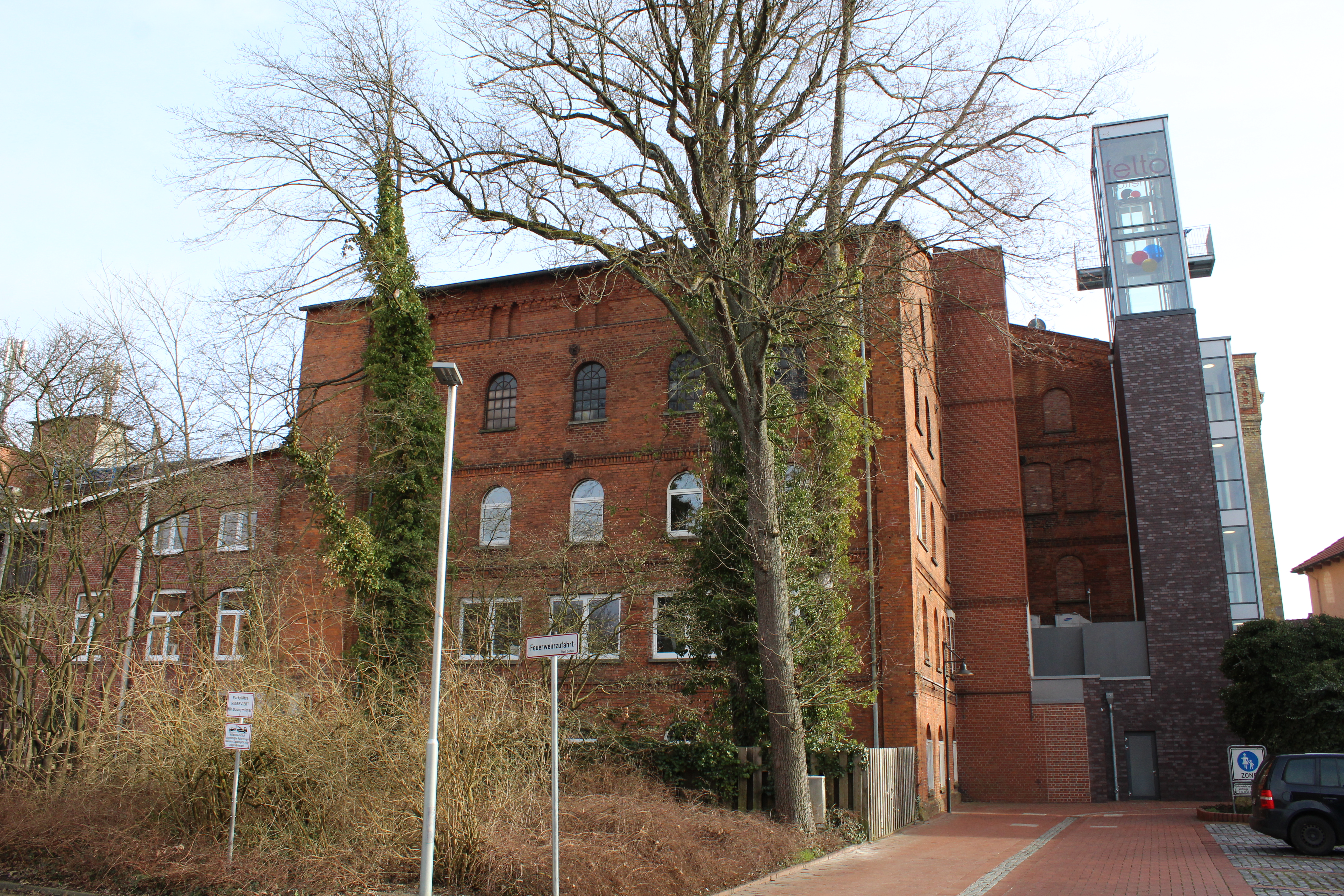
Museum Felto – Filzwelt Soltau
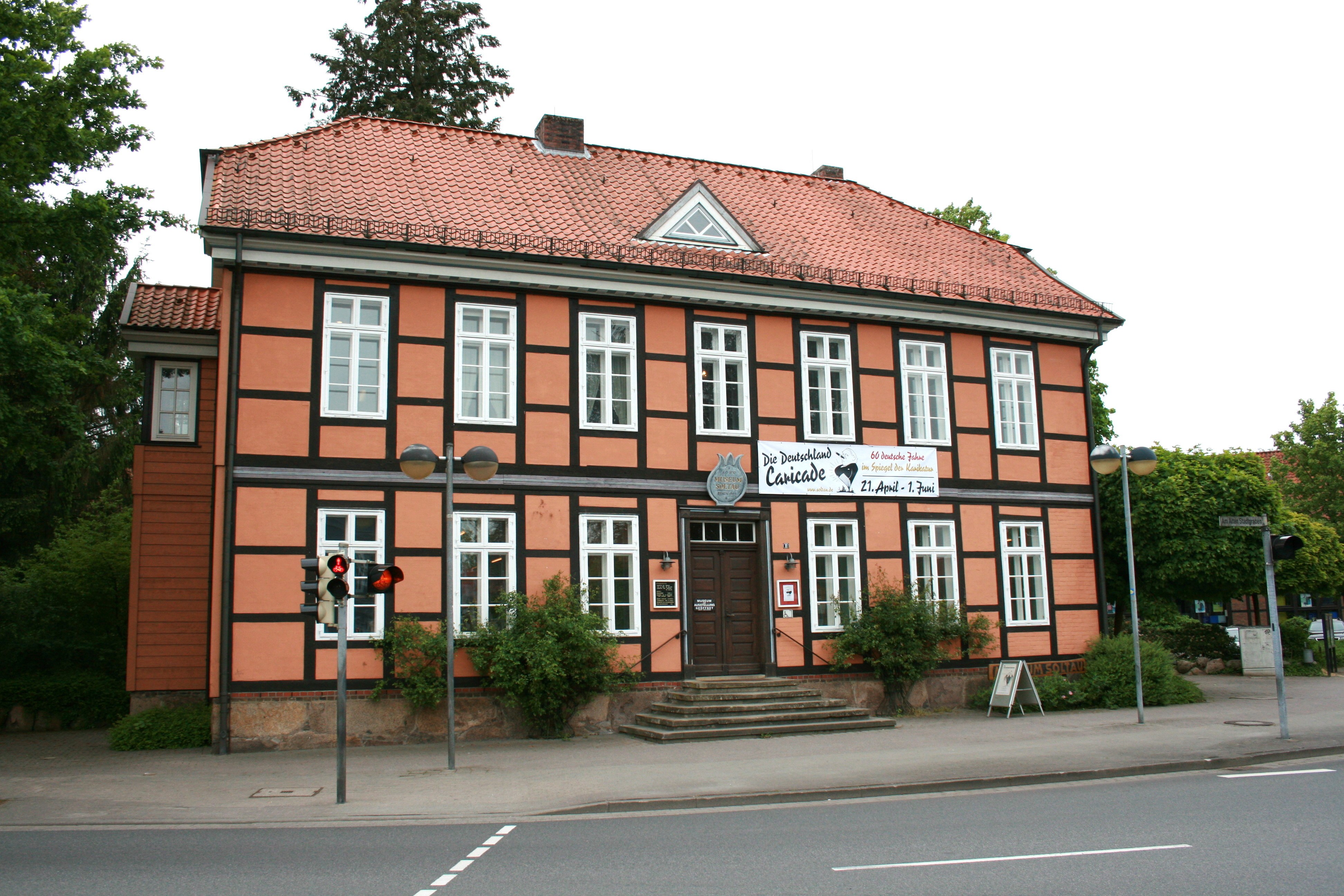
Museum Soltau
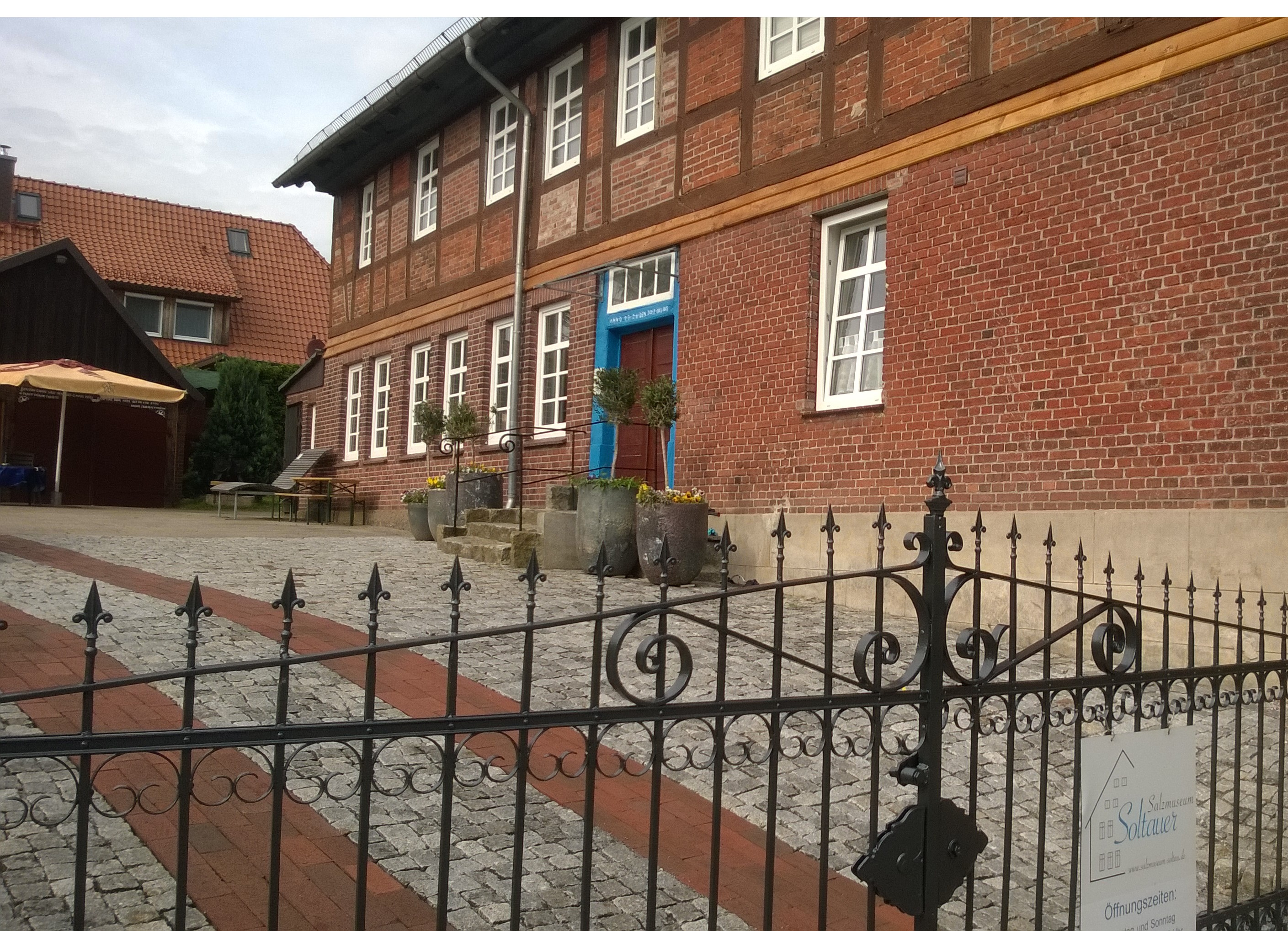
Zoutmuseum
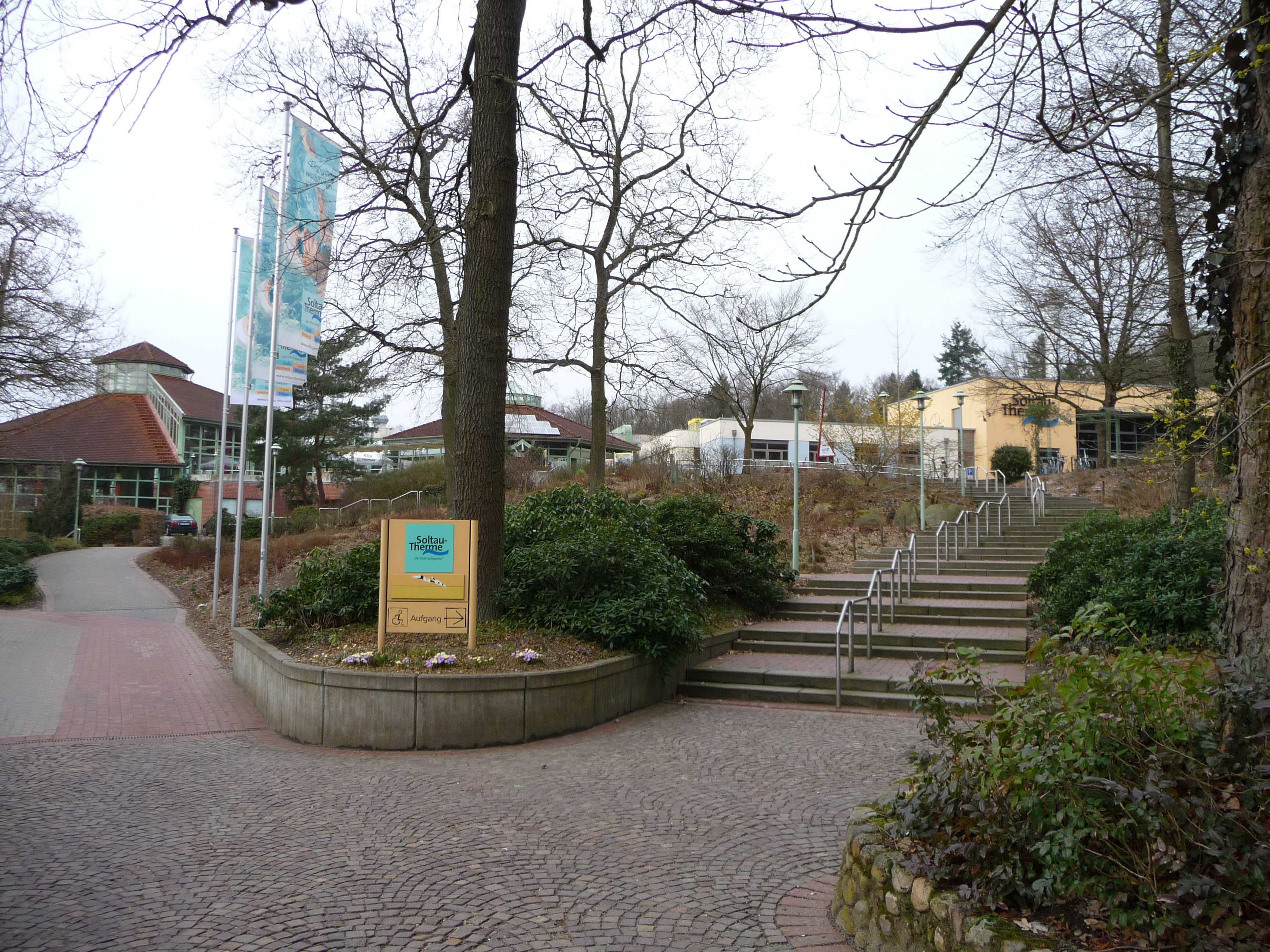
Sole-Therme Soltau (2009)

In Soltau zijn verscheidene musea gevestigd:
- Spielmuseum Soltau, in 2015 gerenoveerd speelgoedmuseum, met in de collectie veel bijzondere poppenhuizen e.d.
- Felto – Filzwelt Soltau, een in 2015 geopend museum over vilt in de voormalige viltverwerkende fabriek van de firma Röders
- Soltauer Salzmuseum, zout- en zoutziederij-museum
- Museum Soltau, in twee aan elkaar grenzende huizen, waaronder een in 1830 gebouwde voormalige pastorie, gevestigd streekmuseum, mede gewijd aan het lot van de krijgsgevangenen in Kamp Soltau in de Eerste Wereldoorlog

Verder is in het Ortsteil Dittmern het attractiepark Heide-Park Resort, een van de grootste pretparken van geheel Duitsland, te vinden.
Soltau beschikt sinds 2012 in Ortsteil Harber over een vrij groot designer- outlet- winkelcentrum, dat klanten tot zelfs uit Hamburg en Hannover aantrekt.
De stad beschikt sedert 1990 (vernieuwingen in 2014 en 2020) over een zeer populair zwemparadijs met een eigen 216 meter diepe zoutwaterbron, diverse zwembaden, sauna, wellness-inrichtingen, horeca etc. met de naam Soltau-Therme. De zouthoudende bron wordt als geneeskrachtig beschouwd. Vooral om deze reden is Soltau een  staatlich anerkannter Luftkurort.
In Soltau is een klein aantal historische gebouwen van vóór 1900 bewaard gebleven. Vermeldenswaardig zijn o.a.:
- het op 1599 gedateerde Bürgermeisterhaus, thans horecagelegenheid
- het Alte Rathaus (1826), waar nog de burgerlijke stand en het gemeentearchief van Soltau in zijn gevestigd
- de evangelisch-lutherse Johannes-de-Doperkerk (Johannis-Kirche), gebouwd na 1756 in late barokstijl, na een brand eind 1906 herbouwd

In de stad ligt het rond 1850 aangelegde, 11 hectare grote, landschapspark Breidings Garten, rondom een 19e-eeuwse fabrikantenvilla. De villa is niet, het park wel voor het publiek toegankelijk.
Rondom de stad liggen talrijke natuurgebieden, o.a. bossen en hoogveengebieden; de meeste hiervan behoren tot de Lüneburger Heide.  Hier zijn verschillende mogelijkheden voor wandelingen en (ook meerdaagse) fietstochten. Hier en daar kan men tijdens zo'n tocht in de dorpjes rondom de stad schilderachtige boerderijen ontdekken.

## Galerij

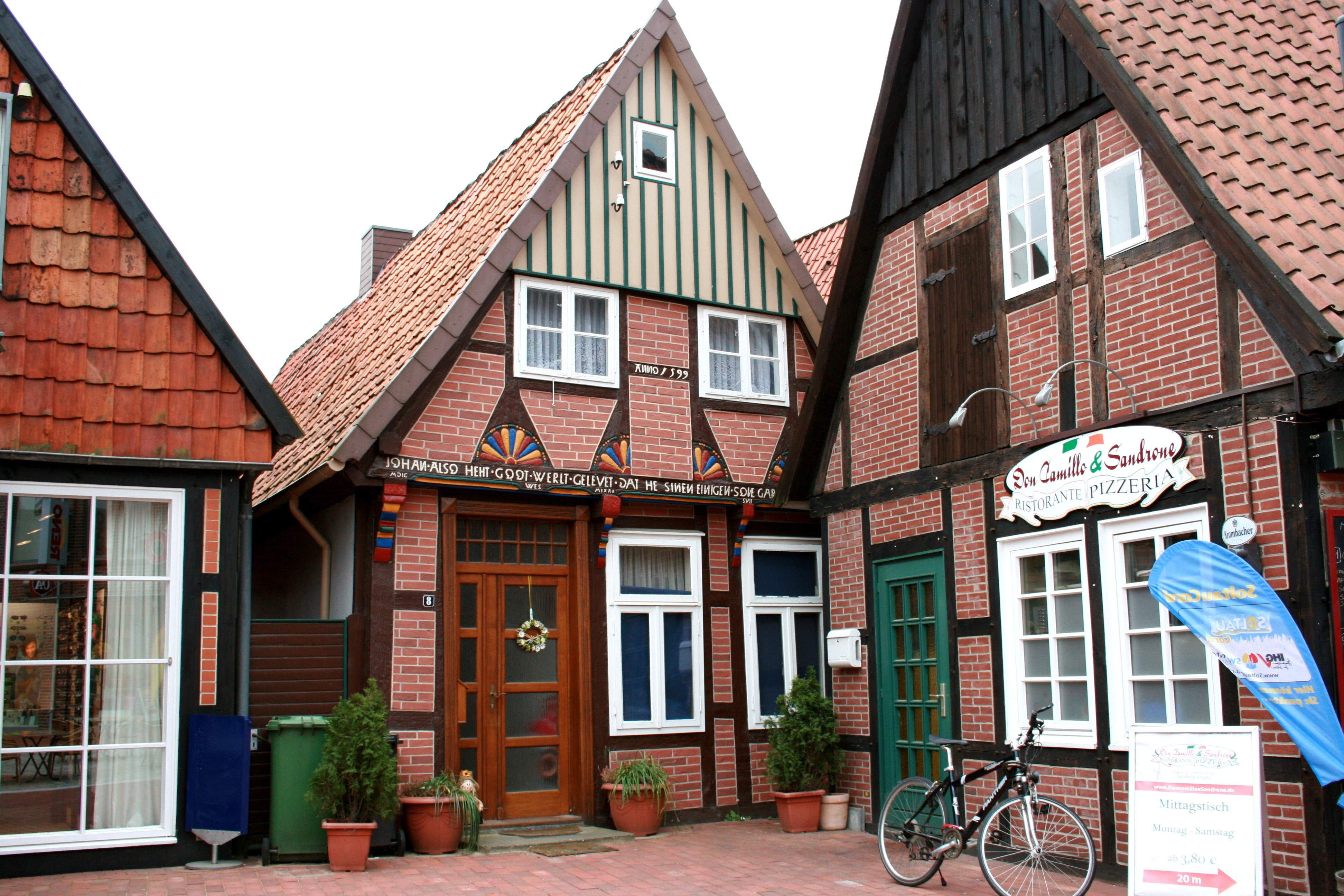
Eind-16e-eeuwse huisjes aan de straat Hagen in de Soltauer binnenstad
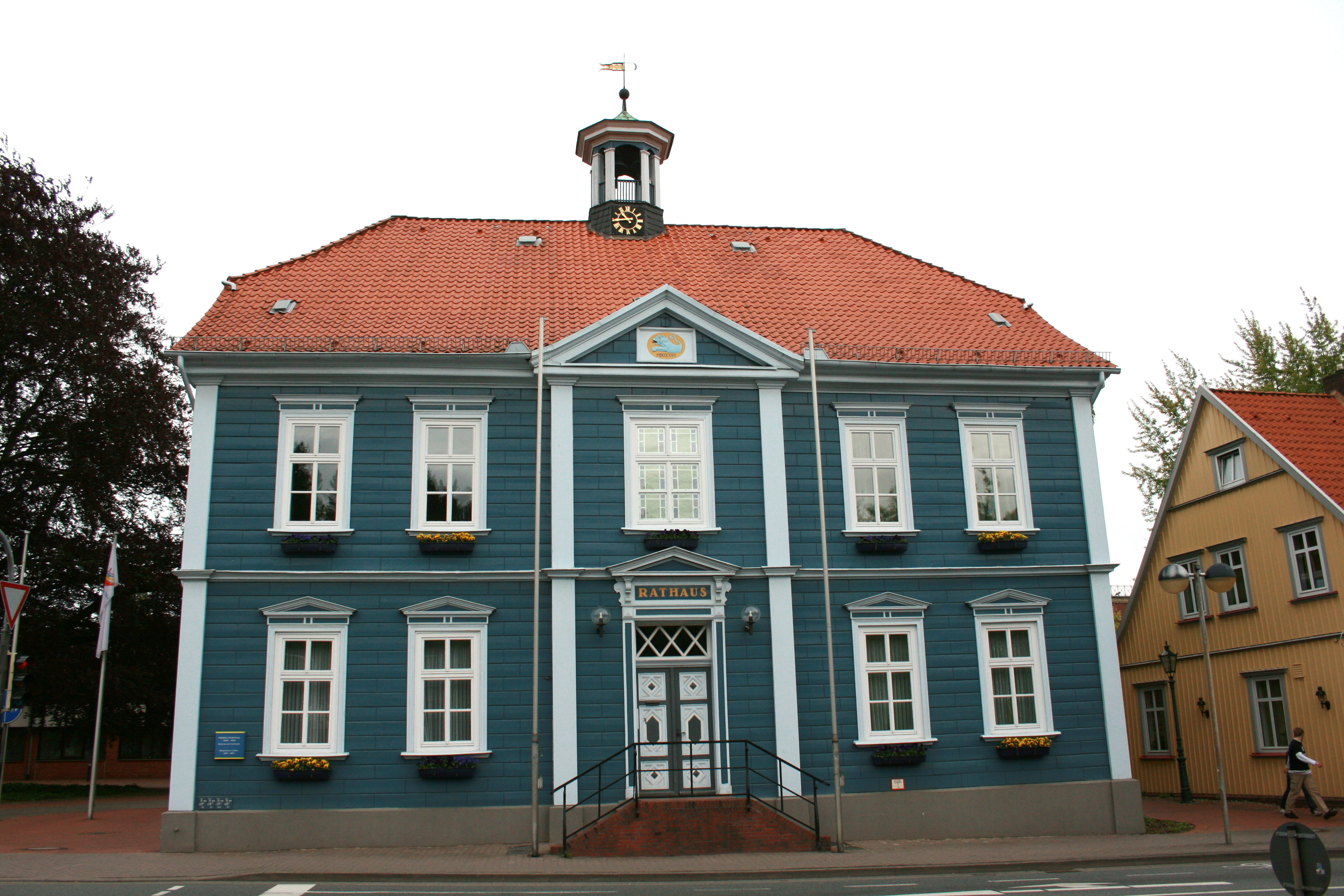
Voormalig raadhuis (1826)
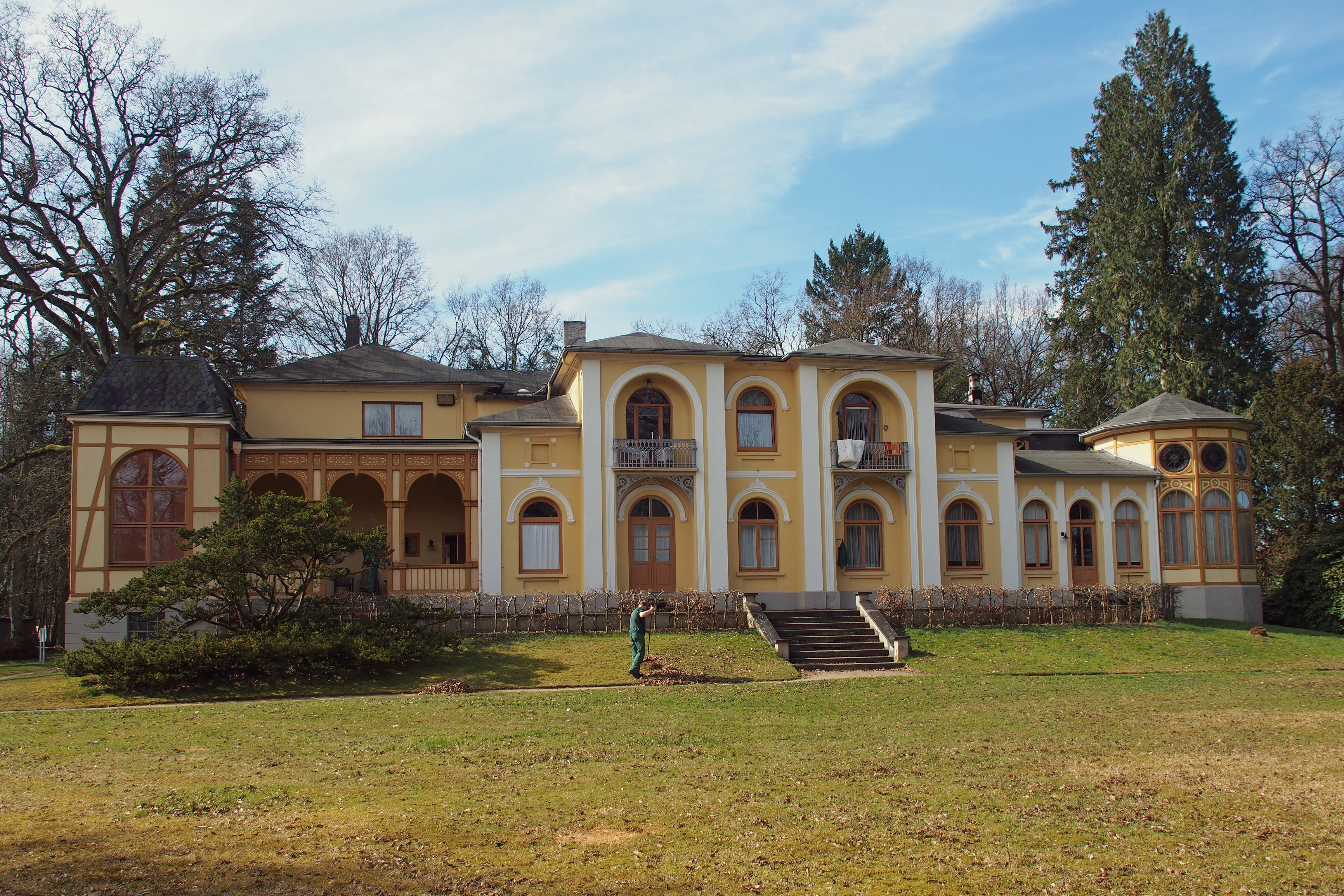
Villa in park Breidings Garten
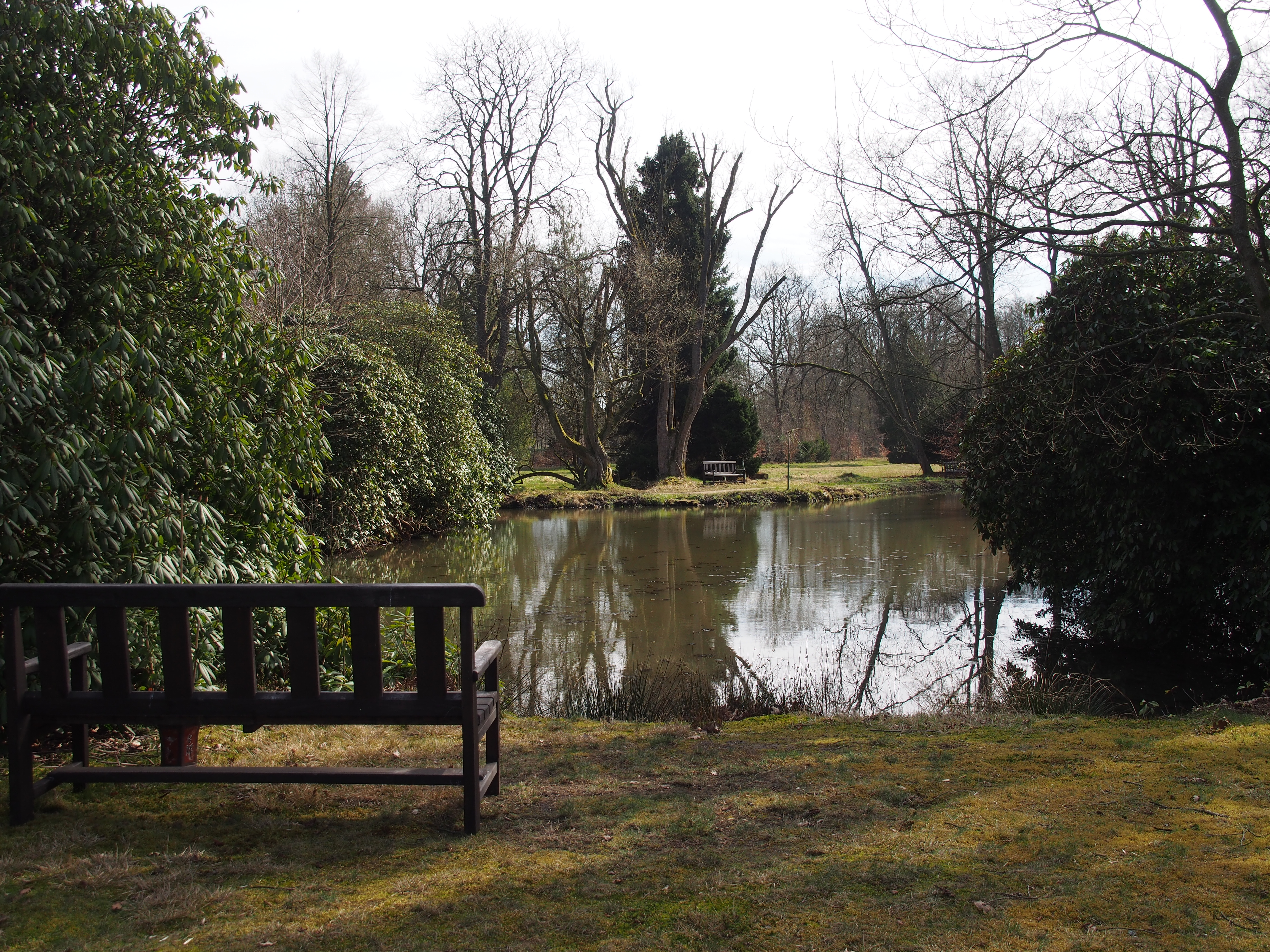
Vijver in park Breidings Garten
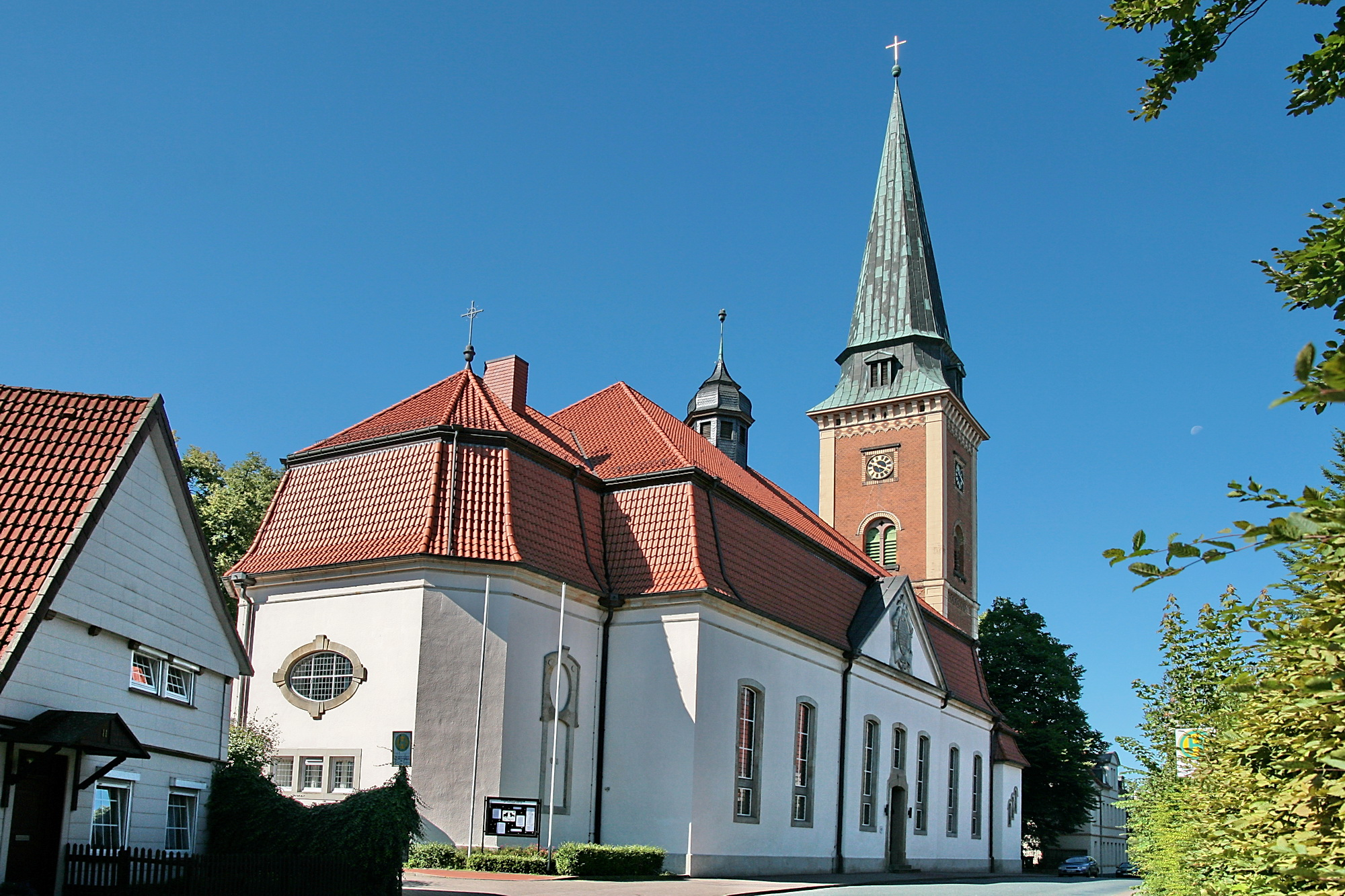
Johannes-de-Doperkerk, Soltau
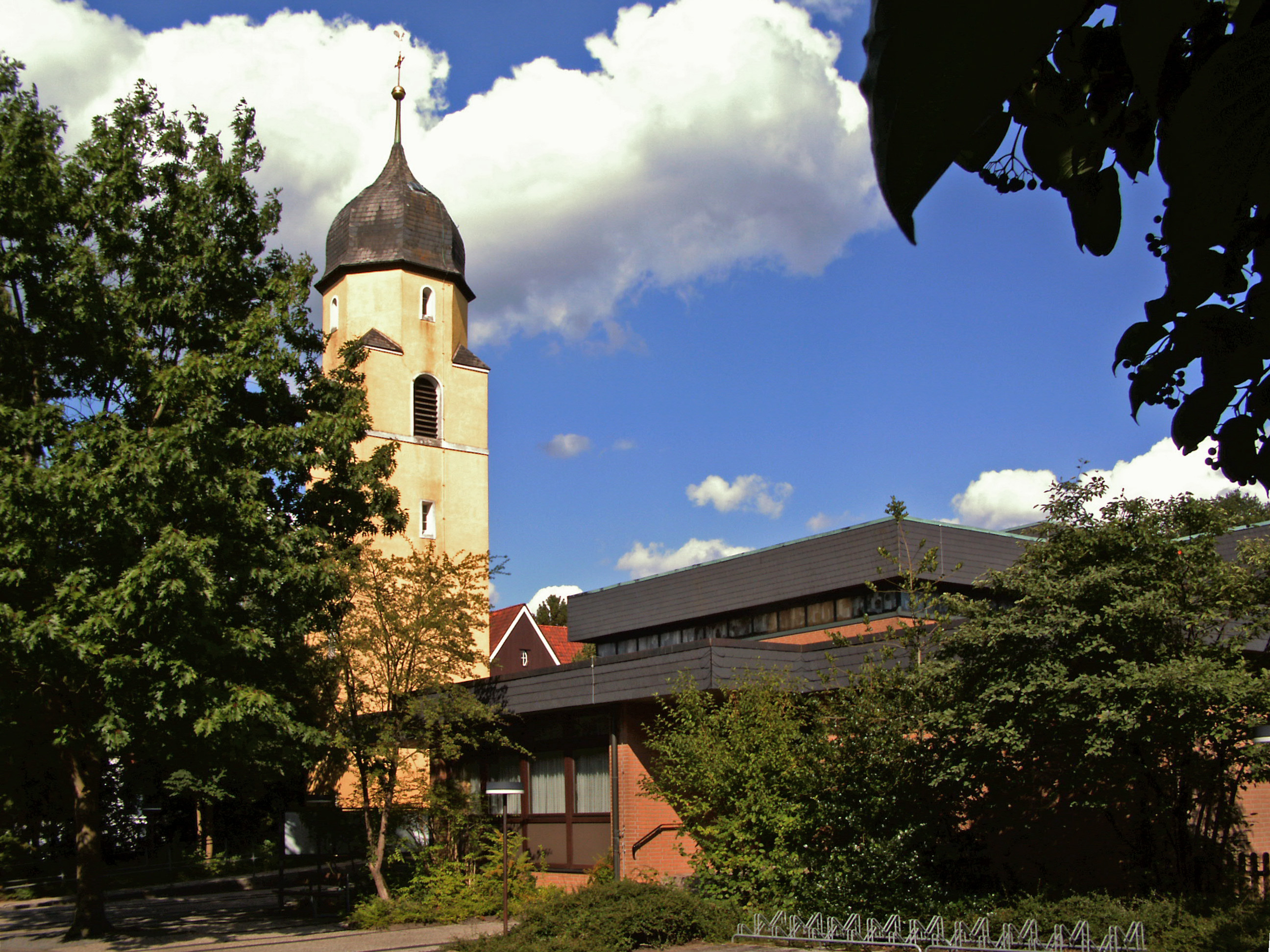
R.K. Mariakerk, Soltau
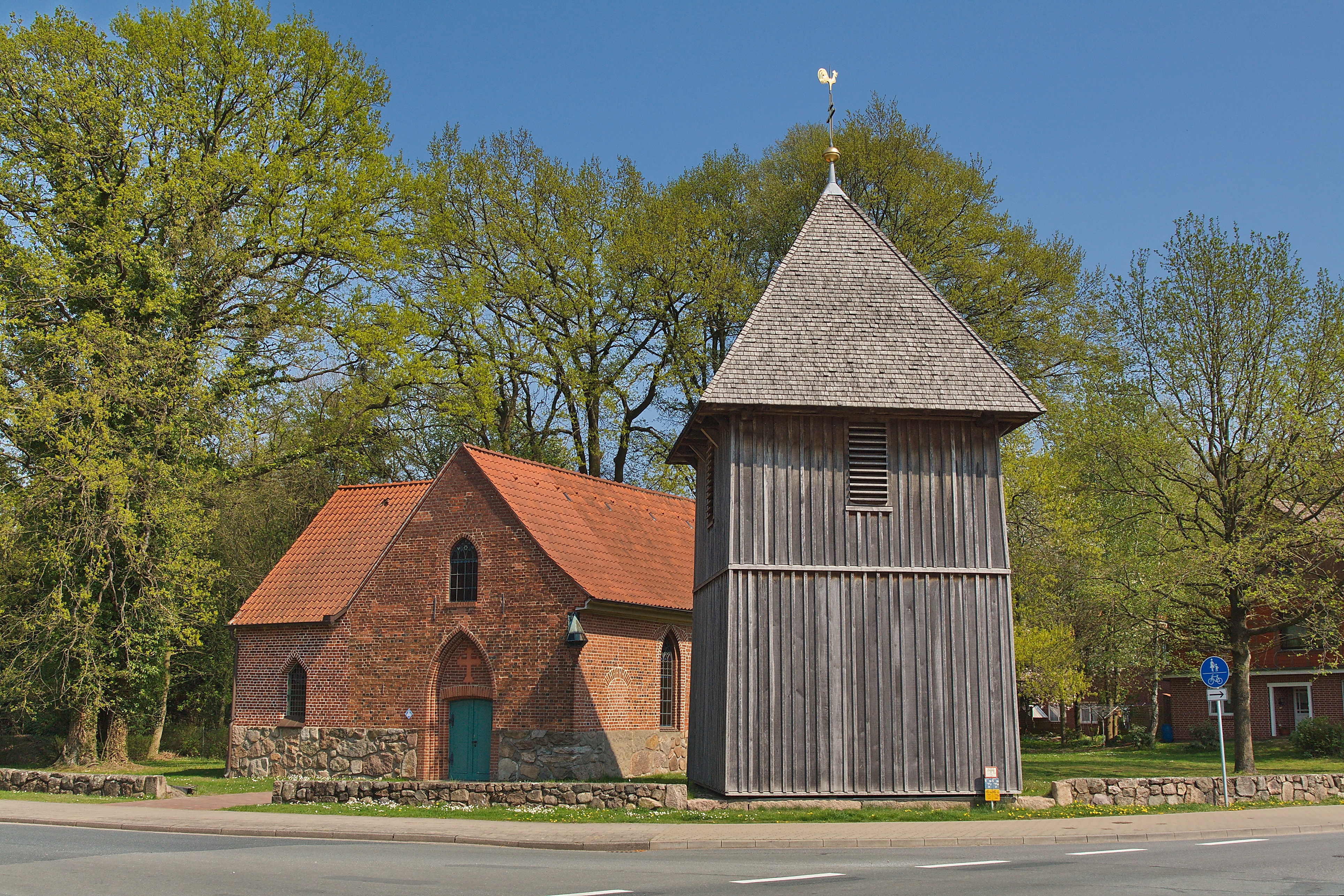
Heilige-Geestkerk, Wolterdingen
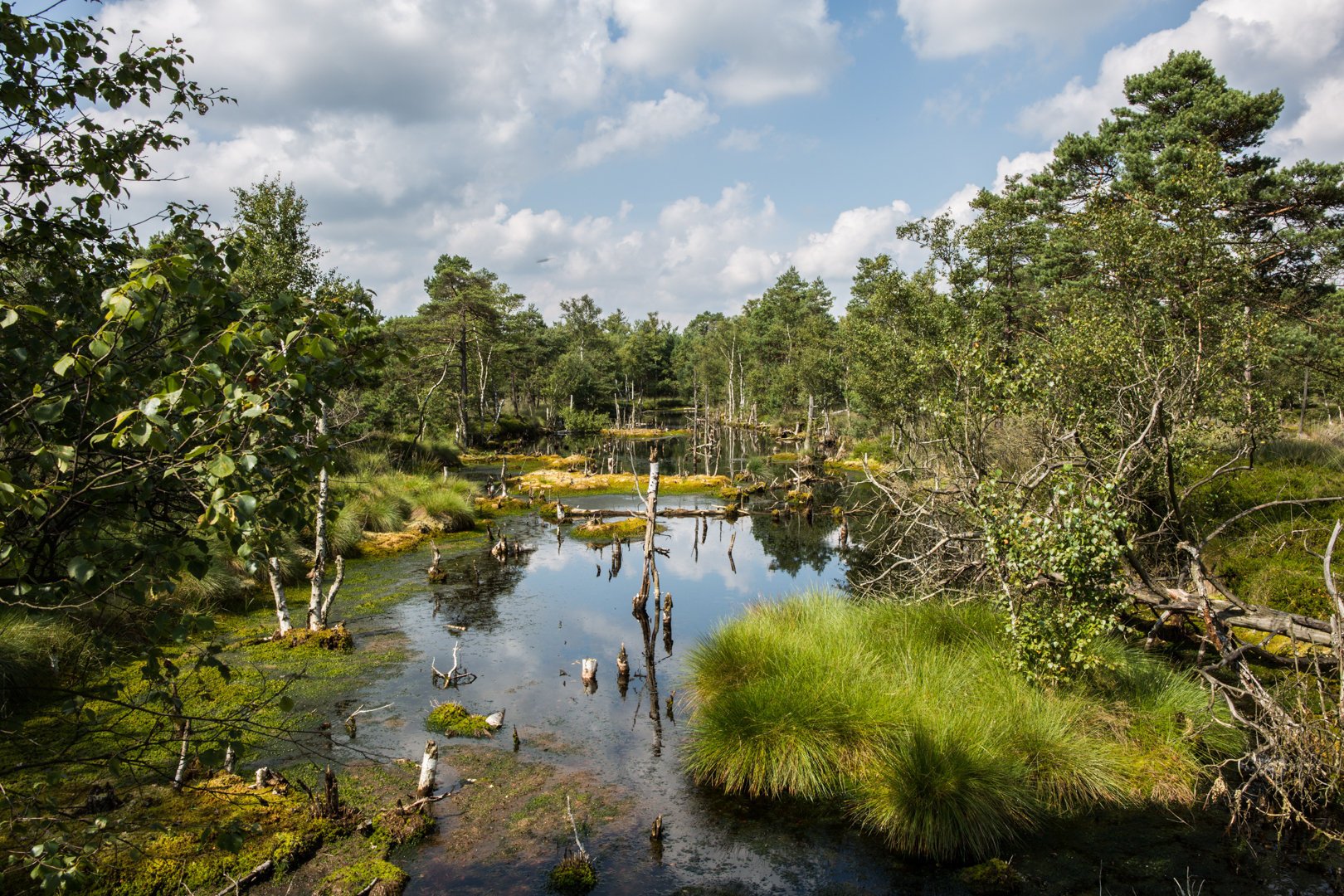
Hoogveengebied nabij Soltau
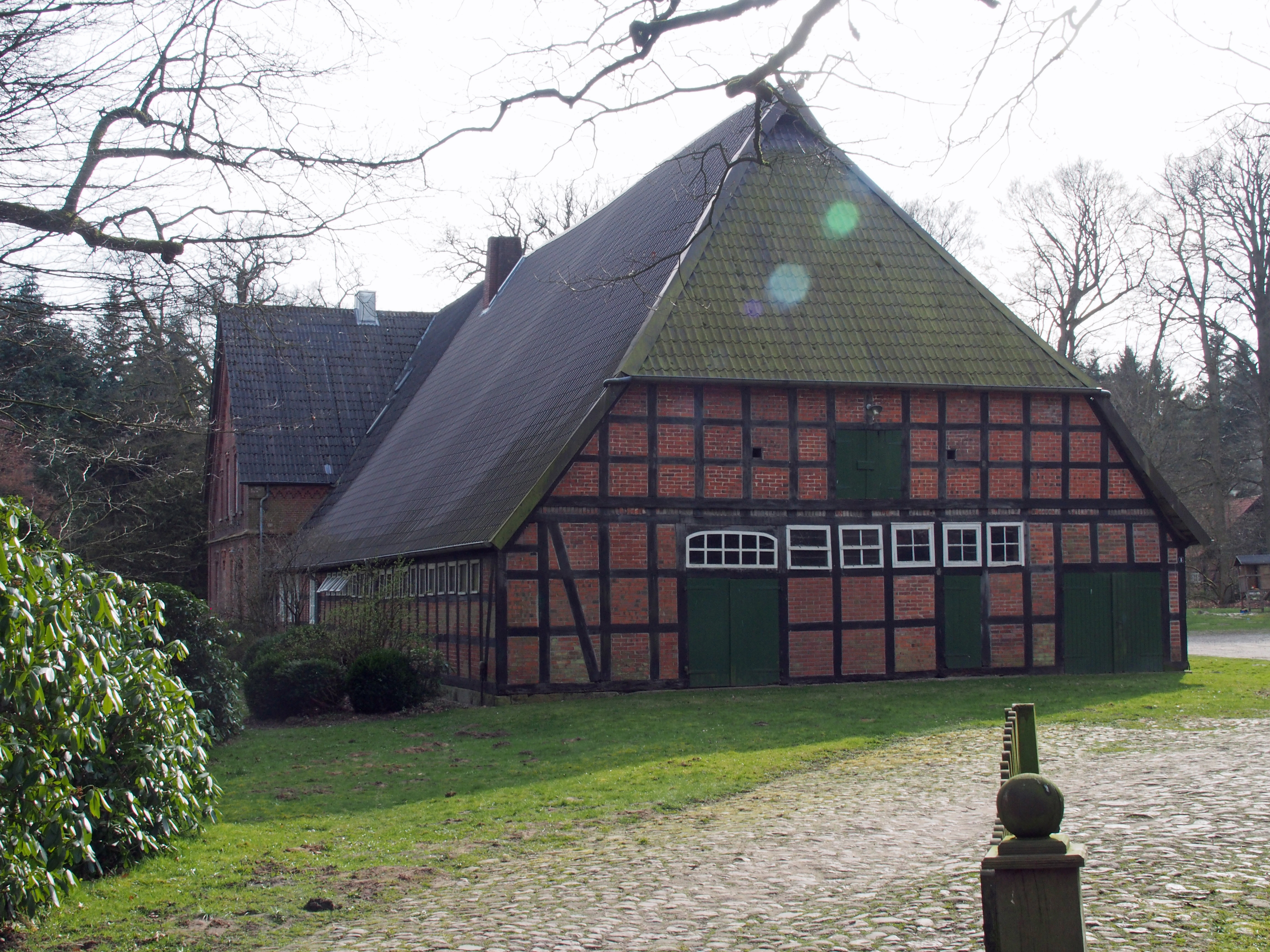
Schilderachtige boerderij te Mittelstendorf
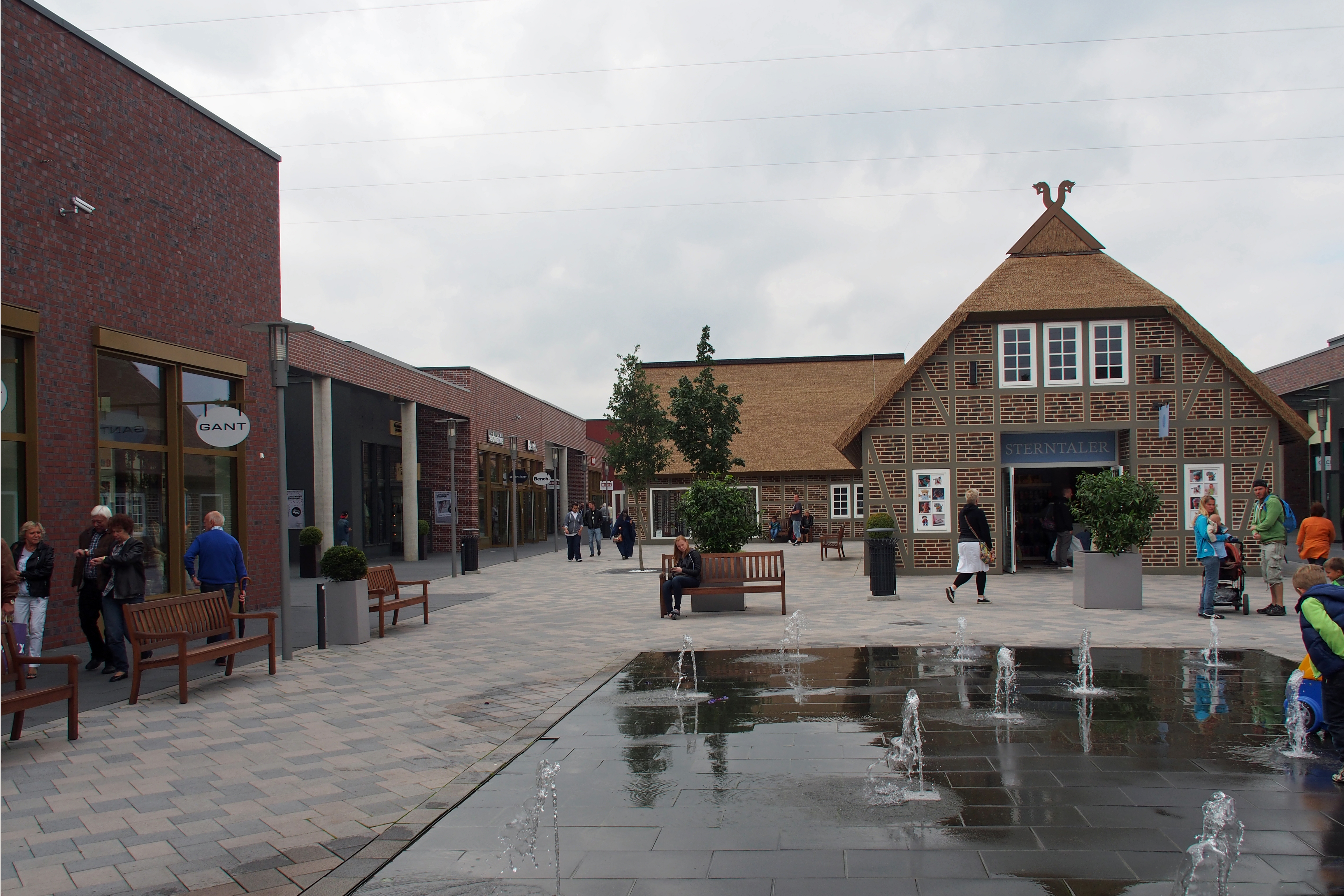
Outlet-Center winkelcentrum, Harber

## Belangrijke personen in relatie tot de gemeente

### Geboren te Soltau
- August Wöhler (1819-1914), ingenieur, onderzoeker van het fenomeen metaalmoeheid
- Adolf Goldberg (13 februari 1860; overleden 10 november 1938 te Bremen-Burgdamm), geliefd joods armen-arts, vermoord bij de Kristallnacht
- Klaus Lage (16 juni 1950), zanger
- Stefan Dorra (30 juli 1958), ontwerper van bordspellen
- Thomas Ostermeier (3 september 1968), toneelregisseur, intendant van de Schaubühne am Lehniner Platz te Berlijn
- Maximilian C. Jehuda Ewert (22 juli 1974), Duits componist van muziek in klassieke stijl
- Lars Klingbeil (23 februari 1978), politicus (SPD)
- Klaas Dijkhoff (13 januari 1981), Nederlands politicus

### Overigen
- Verscheidene leden van de fabrikantenfamilie Röders zijn in de periode 1912-1963 tot ereburger[2] van Soltau benoemd.
- Herbert Kappler (23 september 1907 te Stuttgart; overleden te Soltau op 9 februari 1978), Duits officier van de Sicherheitspolizei en nazioorlogsmisdadiger, uitvoerder van de moordpartij in de Ardeatijnse grotten in maart 1944 [3]
- Michael van den Nieuwendijk, artiestennaam: Mijk van Dijk, geb. 11 oktober 1963 te Geesthacht, Duits DJ en producent van techno en funk muziek, met Nederlandse ouders, vanaf 1976 te Soltau woonachtig

## Partnergemeentes
Soltau onderhoudt jumelages met:
- Coldwater, USA (sedert 1971)
- Laon, Frankrijk (sedert 1972)
- Soldin/Myślibórz, Polen (sedert 1997)

Minder intensieve partnerschappen, Städtefreundschaften, bestaan met:
- Osterburg,  (sedert 1991)
- Zielona Góra (gemeente), Polen, (sedert 1997)